# 刘允怡
劉允怡，SBS（1947年6月22日—2024年2月7日），香港肝胆胰外科学家。生于香港，原籍广东南海。1972年毕业于香港大学医学院，1995年获香港中文大学醫学博士学位。曾任香港中文大学外科学系教授、和聲書院院長，国际肝胆胰协会主席。 2003年当选为中国科学院院士。2012年3月至2024年1月任香港醫務委員會主席，2024年2月7日傍晚，和聲書院在社交媒體發表訃告，劉允怡於當天在家人的陪伴下過世；消息發表後醫委會、香港中文大學段崇智校長、醫務衞生局盧寵茂局長發表悼文。